# Kuni-kyō
Kuni-kyō (恭仁京?), lett. "Città residenza imperiale di Kuni", nota anche come Kuni no miyako, fu la capitale del Giappone del periodo Nara tra il 740 e il 744.
Fu edificata nel distretto di Sōraku, nella provincia di Yamashiro (l'attuale distretto di Kamo, città di Kizugawa, prefettura di Kyoto). La città non fu completata perché la capitale fu trasferita a Naniwa-kyō dopo appena quattro anni. Successivamente, parte del palazzo fu utilizzata come tempio provinciale di Yamashiro (山城国分寺/山背国分寺?, Yamashiro kokubunji).
Le rovine del palazzo si sovrappongono al sito delle rovine di Yamashiro Kokubunji e sono entrambe designate come siti storici nazionali, il nome designato è "Rovine del santuario Kyoningu/Rovine di Yamashiro Kokubunji".

## Storia
La capitale fu spostata da Heijō-kyō il 15 dicembre 740, per ordine dell'imperatore Shōmu. Uno dei motivi del trasferimento potrebbe essere il forte declino del potere della nobile famiglia Fujiwara, a partire dalla morte dei quattro fratelli Fujiwara nel 737, e la successiva ascesa di Tachibana no Moroe (nominato dainagon nel 737 e udaijin nel 738). Nel 740, la ribellione di Fujiwara no Hirotsugu a Dazaifu fu soppressa dall'imperatore, che si stabilì poi a Kuni-kyō nella parte meridionale della provincia di Yamashiro, roccaforte di Tachibana no Moroe.
Edifici politici chiave come il daigokuden (大極殿?, sala delle udienze) o il Chōdō-in (長堂院?) furono smantellati dal Palazzo Heijō e ricostruiti nel Palazzo Kuni.
Tuttavia, la capitale non fu mai completata e la costruzione fu interrotta alla fine del 743 (Tenpyō 15). L'imperatore Shōmu si trasferì al palazzo Shigaraki nella provincia di Ōmi, nel febbraio del 744 la capitale fu spostata nella capitale a Naniwa-kyō, poi nel maggio del 745 la capitale fu riportata a Heijō-kyō.
Il palazzo era una versione semplificata del Palazzo Heijō e si presentava come un lungo rettangolo, che misurava 750 metri da nord a sud e 560 metri da est a ovest. Anche il chōdō-in era più stretto da est a ovest rispetto al palazzo di Heijō ed era circondato da un recinto di tavole. La costruzione del palazzo e della capitale era limitata dalla stretta valle a ovest e dalla pianura alluvionale del fiume Kizugawa a est, quindi il palazzo era probabilmente di dimensioni ridotte e non sono stati trovati resti che indichino il sistema jōbō.
Il decreto per l'istituzione dei templi provinciali fu emanato all'epoca di Kuni-kyō. Poco dopo l'abbandono di Kuni-kyō, il terreno del palazzo fu utilizzato come tempio provinciale di Yamashiro e ogni tempio utilizzato in precedenza fu abbandonato. Così, l'ex sala delle udienze del palazzo divenne la sala principale (kondō) del nuovo tempio provinciale. Poco dopo furono costruiti la pagoda a sette piani e il santuario del dio guardiano del terreno del tempio (境内鎭守社?, keidai chinjū yashiro), il santuario Goryū (御霊神社, Goryū-jinja).
La sala principale misurava 275 × 330 metri da ovest a est e da nord a sud, e l'intero parco del palazzo misurava 560 × 750 metri.

## Scavi e sito storico
Il 1 luglio 1957, il sito fu designato come Sito storico, Rovine del tempio provinciale di Yamashiro (史跡 山城国分寺跡?, Shiseki Yamashiro kokubunji ato).
L'indagine sui terreni del palazzo ebbe luogo a partire dal 1973, gli scavi iniziarono dal 1974, durarono fino al 1996 e furono condotti sotto la direzione del Consiglio scolastico della prefettura di Kyoto. Nel 1976 la sala principale/sala delle udienze si trovava sotto un'altura dietro la scuola elementare di Kuni.
Il 6 febbraio 2007, il sito è stato ribattezzato "Sito storico Rovine del santuario Kyoningu/Rovine di Yamashiro Kokubunji" (史跡 恭仁宮跡 / 山城国分寺跡?, Shiseki Kuni-kyūseki / Yamashiro kokubunji ato).
Gli scavi hanno portato alla luce le grandi pietre di fondazione della sala principale/sala delle udienze e della pagoda a sette piani, che ora costituiscono la parte visibile del sito storico.
L'8 ottobre 2015, il Consiglio per l'Educazione della Prefettura di Kyoto ha annunciato il ritrovamento, nel sito del Palazzo Kuni, dei resti di un foro per pilastri in cui erano state inserite bandiere e festoni utilizzati per il "Ganjitsu chōga", una cerimonia per celebrare il nuovo anno. La scoperta di questi resti è il terzo caso del genere dopo i siti di Heijō-kyō e Nagaoka-kyō dopo il ritorno della capitale, ed è, secondo il comitato, “la più antica traccia dell'usanza di celebrare il nuovo anno in Giappone”. Il Consiglio per l'Educazione della Prefettura di Kyoto ritiene che si tratti dei resti di rituali svoltisi a Capodanno nel 741 e nel 742.